# Expositurkirche Mathon

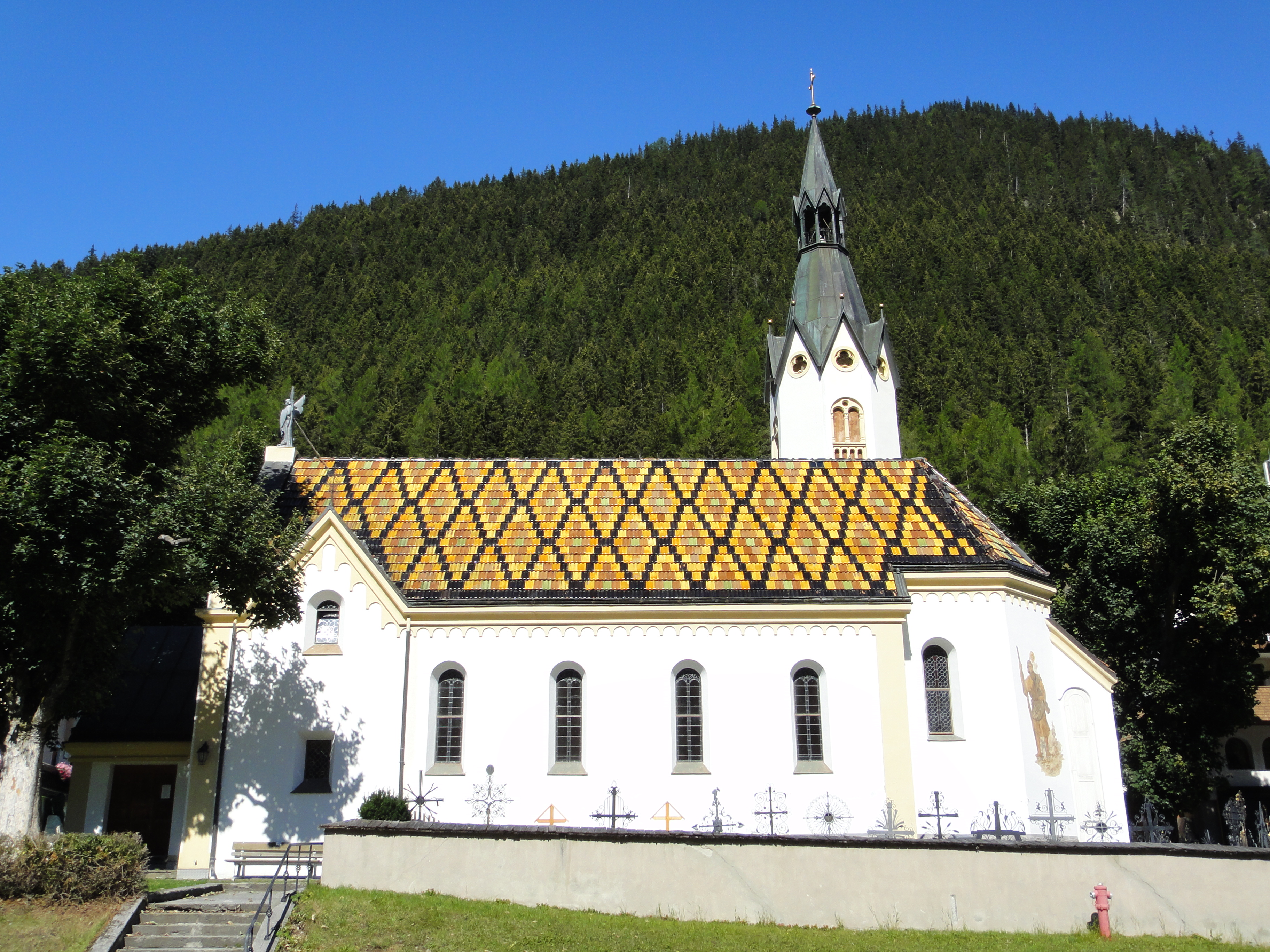
Katholische Expositurkirche hl. Sebastian in Mathon

Die Expositurkirche Mathon steht neben der Talstraße im Weiler Mathon in der Gemeinde Ischgl im Bezirk Landeck im Bundesland Tirol. Die auf den heiligen Sebastian geweihte römisch-katholische Expositurkirche gehört zum Dekanat Zams in der Diözese Innsbruck. Die Kirche steht unter Denkmalschutz (Listeneintrag).

## Geschichte
Urkundlich wurde 1674/1682 eine Kirche erbaut und 1763 vergrößert. Die Kirche wurde 1881 historistisch renoviert und 1894 geweiht. 1952 war eine Restaurierung.

## Architektur
Die neuromanisch umgestaltete Kirche ist von einem Friedhof umgeben.
Die Saalraumkirche schließt mit einem eingezogenen polygonal schließenden Chor. 1881/1894 erhielt die Westfront Quergiebel und das Dach glasierte bunte Dachziegel. Der Turm an der Nordseite des Chores hat ein achteckiges Obergeschoß mit romanisierten Schallfenstern und Gesimsen mit Rundbogenfries, er trägt über einer Krone mit acht Giebeln ein Baldachinspitzhelm. Das Westportal unter einem Vordach wurde 1952 anstelle von Seitenportalen errichtet.
Die Giebelfigur Erzengel Michael ist aus dem Ende des 19. Jahrhunderts.
Das Kircheninnere zeigt sich mit einem kurzen kreuzgratgewölbten Emporenjoch und zwei quadratische jeweils zwei Fensterachsen beinhaltenden Joche unter einem Tonnengewölbe auf Kreuzrippenauflagen. Der Triumphbogen ist korbbogig. Der einjochige Chor schließt innen rund.

## Ausstattung
Der historisierende Hochaltar Herz-Jesu aus dem Ende des 19. Jahrhunderts trägt die Seitenfiguren Sebastian und Rochus aus dem dritten Viertel des 18. Jahrhunderts aus der Werkstatt Josef Georg Witwer.
Das Triumphbogenkruzifix aus dem Ende des 17. Jahrhunderts hat die Figuren Maria und Johannes aus dem dritten Viertel des 18. Jahrhunderts. Die Figur Schmerzhafte Mutter schuf wohl Johann Ladner.
Die Orgel bauten die Gebrüder Rieger 1898. Eine Glocke ist aus dem 15. Jahrhundert. Eine Glocke nennt Mathias Köttelath 1727.